# Mara Maru
Pour plus de détails, voir Fiche technique et Distribution.
Mara Maru est un film américain réalisé par Gordon Douglas, sorti en 1952.

## Synopsis
Gregory Mason et Andy Callahan, deux amis, sont les seuls survivants du naufrage d'un bateau coulé dans la mer des Philippines et à bord duquel se trouvait un dénommé Ortega, possesseur d'un formidable trésor en diamants. Brock Benedict, ayant appris cela, décide de s'emparer de cette fortune à tout prix et n'hésite pas à faire assassiner Andy. Ensuite, avec l'aide de la ravissante veuve Callahan, Brock parvient à forcer la main de Gregory pour qu'il l'emmène sur les lieux du naufrage à bord du Mara Maru. Mason, plongeur de profession, est chargé de remonter le trésor, mais il a compris que Brock n'a pas l'intention de le laisser s'en tirer vivant...

## Fiche technique
- Titre original : Mara Maru
- Titre français : Mara Maru
- Réalisation : Gordon Douglas
- Scénario : N. Richard Nash, d'après une histoire de Philip Yordan
- Chef opérateur : Robert Burks
- Musique : Max Steiner
- Production : David Weisbart pour Warner Bros
- Pays d'origine : États-Unis
- Format : noir et blanc
- Genre : Aventure, drame et film noir
- Durée : 98 minutes
- Date de sortie : 23 avril 1952
- Affiche : Constantin Belinsky (France)

## Distribution
- Errol Flynn : Gregory Mason
- Ruth Roman : Stella Callahan
- Raymond Burr : Brock Benedict
- Paul Picerni : Steven Ranier
- Richard Webb : Andy Callahan
- Dan Seymour : lieutenant Zuenon
- Georges Renavent : Ortega
- Robert Cabal : Manuelo
- Henry Marco : Perol